# LittleBigPlanet 2
LittleBigPlanet 2 (часто скорочують до LBP2) — відеогра, у жанрі 2.5D платформера-головоломки, центрована на контенті, що створюється самими користувачами (користувацький вміст). Гра розроблена студією Media Molecule та видана Sony Computer Entertainment ексклюзивно на PlayStation 3. Вона була випущена в січні 2011 року. Спочатку в Північній Америці 18 січня 2011 року, в континентальній Європі 19 січня 2011 року, в Австралії та Новій Зеландії 20 січня 2011 року й Великій Британії та Ірландії 21 січня 2011 року.
На відміну від першої гри LBP2 позиціонувалась не як платформер з елементами інших жанрів, а як ціла "платформа для ігор" ("platform for games"). LittleBigPlanet 2 є прямим продовженням оригінальної LittleBigPlanet та третьої грою в серії – другою була PSP-версія LBP що вийшла в 2009 році. Більш ніж 3 мільйони рівнів, що були створені користувачами в оригінальній LBP, були перенесені у LittleBigPlanet 2 з можливістю не тільки запускати їх в сиквелі, але й редагувати їх у новому, покращеному редакторі рівнів. Онлайн-функції гри було офіційно відключені після тривалого періоду збою 13 вересня 2021 року разом із LittleBigPlanet (2008), LittleBigPlanet PS Vita та версії LittleBigPlanet 3 для PlayStation 3.

## Сюжет
Гравці продовжують подорож Сакбоя після подій що були показані у першій грі на PSP-версії. Міжпростірний пилосос, якого називають Негативітрон (Negativitron) з’явився у небі МаленькоїВеликоїПланети, та почав всмоктувати в себе її жителів, в тому числі і Сакбоя. Ларрі Да Вінчі (Larry Da Vinci), лідер напів-секретної, напів-організованої групи «Альянс» ("The Alliance"), приходить на допомогу Сакбою та рятує його з Негативітрона. «Альянс» присвятив себе боротьбі з Негативітроном, та має на меті перемогти його до того, як він знищить Рукотворний Світ (Craftworld) та Авалонію.

## Ігровий процес
Як і оригінальна гра, LittleBigPlanet 2 має три-шарову, 2.5D-вимірну природу ігрового процесу. Гравці контролюючи своїх ганчіркових персонажів, Сакбоїв та Сакдів, подорожують по різноманітним рівням різної жанрової направленості. Гравці можуть створювати власні рівні та ділитися ними з іншими гравцями через мережу Інтернет. Жанр цих рівнів може варіюватись від платформера та гонок, до пазлів та рольових ігор. У створених гравцями рівнях також може бути власний користувацький інтерфейс, що більш відповідає вибраному типу гри. Нові можливості для запису анімації персонажів покликані надати гравцям можливість записувати свої ролики-заставки. Також є можливість маніпулювати камерою – як в неігрових роликах, так і у самому ігровому процесі на рівні. Кілька рівнів можуть бути об'єднані таким чином, що закінчення одного одразу ж переносить гравця до іншого. Редактор рівнів також надає інструментарій для створення та запису власних звукових ефектів та музики.
Було поліпшене створення ворогів. Користувач тепер може створювати «Ганчіркових ботів» ("Sackbots"), що являють собою неігрових персонажів, чий штучний інтелект контролюється творцем рівня. Варіанти налаштування включають в себе виявлення слабких місць Сакботів, програмування шляху по якому буде слідувати штучний інтелект. Зовнішній вигляд сакботів піддається налаштуванню – так само як і зовнішній вигляд Сакбоя гравця.
Весь завантажувальний контент , так само як і більшість створених користувачами рівнів з попередньої гри LittleBigPlanet, може бути використаний у сиквелі, У лютому 2011 року, 3.6 мільйонів рівнів були створені для обох частин LittleBigPlanet на PS3.

### Спільнота
Онлайн спільнота гри також отримала додатковий поштовх для розвитку, завдяки створенню вебсайту LBP.me. Тут, синхронізував свій обліковий запис з PlayStation Network ID, користувачі можуть проглядати статистику своїх рівнів, моніторити та обговорювати рівні створені спільнотою. 17 лютого 2011 року була завершена робота над напівофіційним, розробленим спільнотою набором рівнів, що отримав назву Hansel and Gretelbot. Цей набір рівнів, тематично навіяний казкою Хенссель та Грета, створений виключно з допомогою засобів, що є у редакторі LittleBigPlanet 2, мав власну оригінальну музику, озвучку та призи. Hansel and Gretelbot розробила команда ентузіастів, до яких звернулися розробники з Media Molecule, з проханням спробувати зробити такий набір користувацьких рівнів, який по якості міг би позмагатися з «сюжетними» рівнями, над якими працювали розробники самої гри.

## Історія розробки та маркетинг
Випуск LittleBigPlanet 2 був запланований на листопад 2010 року але був відкладений до січня 2011 року.  У Північній Америці гра поступила у продаж 18 січня 2011 року, тобто на день раніше ніж у континентальній Європі, де продаж гри розпочався лише 19 січня 2011 року.

### Запуск
Ґеймплейний трейлер що демонструє величезну кількість раніше не показаного контенту та рівні жанру «аркада», «спорт», та «пригоди» був випущений за день до релізу гри. Рекламний ролик, присвячений початку продажу гри у Європі, вийшов 21 січня 2011 року, та розповідав про історію відеоігор з точки зору Сакбоя. Телевізійна реклама також розповідала про нові особливості гри та висвітлювала наскільки різноманітною та глобальною є спільнота гри LittleBigPlanet.

### Просування в Україні
24 січня сайт журналу Gameplay разом з українським дистриб'ютором гри провів конкурс "LittleBigPhotoshop", приурочений до початку продаж LittleBigPlanet 2 в Україні. Користувачам сайту Gameplay було запропоновано «зафотожабити» Сакбоя (або Сакдіву) у яку-небудь картинку, кадр з фільму або скріншот. Автору найцікавішої на думку журі роботи був обіцяний приз – копія гри. Конкурс продовжувався до 4 лютого та зібрав величезну кількість робіт. 

### Найзначніші оновлення
15 лютого 2011 року, Media Molecule випустила оновлення 1.01. Перший патч, що отримав назву "Кекс" ("Cupcake"), був спрямований на виправлення кількох технічних помилок, що впливали на онлайн-режими гри.

## Оцінки
| Агрегатор    | Оцінка |
| ------------ | ------ |
| GameRankings | 92.57% |
| Metacritic   | 92/100 |

| Видання                            | Оцінка |
| ---------------------------------- | ------ |
| Computer and Video Games           | 9.4/10 |
| Edge                               | 9/10   |
| Eurogamer                          | 9/10   |
| GameSpot                           | 9.0    |
| GamesTM                            | 10/10  |
| GameTrailers                       | 9.3    |
| IGN                                | 9.0/10 |
| PlayStation Official Magazine — UK | 10/10  |
| X-Play                             | 5/5    |

LittleBigPlanet 2 отримала загальне визнання критиків. Британський ігровий журнал PlayStation Official Magazine дав грі максимальну оцінку - 10/10. Автори рецензії звеличували внутрішньоігрові засоби для створення, описуючи їх як "прості у використанні, з величезним потенціалом" та зазначили, що загалом гра була "сильно покращена" у порівнянні з оригіналом.